# Lomatia pallida
Lomatia pallida är en tvåvingeart som beskrevs av Tsacas 1962. Lomatia pallida ingår i släktet Lomatia och familjen svävflugor. Inga underarter finns listade i Catalogue of Life.